# Гепард
Гепардът (Acinonyx jubatus) e бозайник, член на семейство Котки. Днес той е единственият представител на род Acinonyx, известен с още четири древни вида.
Ареалът му на разпространение е много ограничен и обхваща територии предимно на юг от Сахара. Освен тях, малки популации обитават Северна Африка и Иран. Сравнително големият им брой в Намибия става причина тя да бъде наречена „Страната на гепардите“.
Гепардът е най-бързото сухоземно животно. Развива скорост от 111 до 145 km/h на къси разстояния (475 m). Ускорението му е от 0 до 155 km/h за 5 секунди – по-бързо от повечето спортни суперавтомобили. Палеонтоложки данни сочат, че той е значително по-дребен и по-бърз от своите предци. Според скорошни генетични проучвания най-близките роднини на гепарда се намират в Северна Америка.
В Червения списък на Международния съюз за защита на природата гепардът е поставен сред застрашените видове. Основните заплахи за просъществуването на вида са свързани с човешката дейност – загуба и фрагментиране на местообитанията, както и избиване от скотовъдци като „враг“ на домашните животни.
Думата Acinonyx, дадена в научното му наименование, има древногръцки произход. Тя е съставена от две думи akin – „неподвижен“ и onyx – „лапа“. Jubatus означава гривест. Думата на английски за гепард е cheetah, произлиза от санскрит citrakāyaḥ и означава „пъстро тяло“ (виж Читал). Тя навлиза в английския посредством хинди. В България думата гепард навлиза от немски и френски, има латински произход и е резултат на словосъчетанието gattus pardus, означаващо „петниста котка“.

## Физически характеристики
Дължината на тялото на гепарда достига до 175 – 240 cm, при което на опашката се падат около 75 cm. Теглото му е от 40 до 75 kg. Въпреки че мъжките са по-едри от женските и имат по-голяма глава от тях, липсва ясен полов диморфизъм. Гепардът е котката, чиито белези най-много я доближават до кучетата. Той е пригоден за бързо движение. Краката са тънки, дълги и жилави, а формата на тялото изключително наподобява на тази на хрътката. Главата е малка и заоблена, а тънката и дълга опашка се използва за баланс при преследването на плячката. Козината е къса, жълтеникавокафява до златиста, изсветляваща на корема и врата. Обсипана е с добре оформени черни петна по цялата повърхност на тялото с изключение на местата с по-светла козина. Диаметърът на петната е различен в зависимост от местоположението, но е в рамките на 2 – 3,5 cm. На главата на гепарда се образуват слъзни ивици, които започват от вътрешния очен ръб и се спускат лировидно до горните устни, заобикаляйки носа. Те придават и характерното му „тъжно изражение“. На края на опашката се образуват 5 – 7 черни пръстена, а на върха има кичур бели косми.
Много често гепардът се бърка с леопарда. Разликата с него е, че леопардите са по-тежки, петната имат розетковидна форма и никога на главата не се образуват слъзни ивици.
- Форма на петната при гепарда.
- Форма на петната при леопарда.
- Форма на петната при снежен барс.
- Форма на петната при сервал.

### Анатомични приспособления за бързо бягане
Цялото устройство на тялото при гепарда е създадено в резултат на развитие на белези, постигащи бързина при бягане. Еволюцията на вида го е облагодетелствала с постигането на висока скорост за сметка на силата и издръжливостта. За достигане на висока скорост при спринтиране от порядъка 111 – 145 km/h гепардите са развили уникални белези. Те са налагани дълго време за сметка на други. Пример за това е големината на зъбите. Те са малки в резултат на факта, че са с по-малки корени. За бързината на гепарда е необходимо и по-голямо количество кислород. Затова носната кухина е с увеличен размер за сметка на зъбните алвеоли. Така малката зъбна алвеола може да осигури и залавянето на малък зъб. Ноктите не се прибират в лапите, като по този начин играят роля на шпайкове при спринтиране. Стъпалата са покрити с груба люспеста кожа, позволяваща здраво сцепление със земята при бягане. От всички големи котки най-дълги крака има гепардът. Макар на височина да е колкото леопардите – над 100 cm, краката му са с 45 cm по-дълги. Гръбначният стълб е гъвкав и позволява на задните крака при бягане да преминават странично покрай предните. За разлика от останалите представители на котките гепардът не може да се катери. Въпреки това обаче се възползва от ниските клони, откъдето има по-добра видимост за набелязване на потенциална жертва. Ноздрите са широко отворени, гръдният кош е дълбок, а сърцето, белият и черният дроб са уголемени. Тъмната слъзна линия под очите не разсейва постъпващата светлина и спомага за доброто фокусиране на жертвата. Черепната кутия на главата е по-голяма за сметка на лицевия ѝ дял. Гепардът има плоско лице, позволяващо чудесно бинокулярно зрение. Тялото е тясно, дълго и мускулесто. Достигането на висока скорост и поддържането ѝ за кратко разстояние освен предимство има и някои недостатъци. Телесната температура бързо се покачва над 40 °C, а в резултат на разграждането на въглехидратите в мускулите се образува млечна киселина. Заради умората и опасността от прегряване гепардът обикновено не поддържа максимална скорост повече от 470 метра. Това са причините той да не започва да яде веднага, а да си почине за известно време, след като убие жертвата. Възстановяването след спринта е критичен период, в който гепардът е уязвим от други големи хищници и лесно губи улова си.

### Издавани звуци
Интересен факт е, че гепардите не издават характерния рев, специфичен за големите котки. Въпреки това те издават различни звуци като ответна поведенческа реакция на конкретната ситуация, в която се намират. Могат да се различат следните звуци, които гепардите издават:
- Чуруликане или цвърчене – този звук се издава от майката и малките, когато те се търсят един друг. Звуците, издавани от малките, са по-тънки и наподобяват на цвърчене от птица. Те се чуват от гепардите на разстояние от 1 km и позволяват майката и малките да се откриват лесно.[11]
- Хъркане – това е накъсан нисък звук, издаван от възрастни индивиди по време на размножителния период. Звукът може да се разглежда като социална покана на единия към другия, израз на интерес, несигурност или проучване на отсрещния индивид при среща.
- Ръмжене – това е звук, издаван от гепард в случай на дискомфорт или когато той е изправен пред опасност.
- Виене – звукът представлява ескалация на ръмженето и обикновено се издава при повишена опасност.
- Мъркане – това е характерен звук за всички котки. Той е знак на доволство и се издава както от възрастни, така и от малки индивиди. Мъркането се издава както при вдишване, така и при издишване.

## Разпространение
В наши дни по-голямата част от популацията обитава Африка, но в миналото гепардът е бил широко разпространен и в югозападната част на Азия. Има няколко „островни“ азиатски популации единствено в Иран. По непотвърдени данни все още се среща и на Арабския полуостров. Има данни, че през изминалия век гепарди са наблюдавани и в страни от бившия СССР – Армения, Азербайджан и Туркменистан. Последният случай на забелязан гепард в Туркмения е бил през шестдесетте години на 20 век. Най-голямата гъстота на популацията се намира в страните от Субсахарна Африка – Намибия, Ботсвана, Кения и Танзания.
Днес се приема, че гепардът е напълно изчезнал в 75% от историческите си местообитания. Това е станало в рамките само на последните два века, като през 1900 г. броят на гепардите в световен мащаб е наброявал 100 000 екземпляра. Най-драстично намалява броят им в Азия. Тук той изчезва в резултат на въздействието на няколко фактора, повечето от които са резултат от човешката дейност. В тези местообитания намаляват дивите тревопасни животни, които са плячка за гепарда, урбанизират се естествените му местообитания и не на последно място гепардите са ловувани от местната аристокрация. Голяма част от азиатските гепарди са улавяни живи и опитомявани за домашни любимци. По-устойчива е африканската популация, но въпреки това и тук се наблюдава драстична загуба на местообитанията му. Най-голямо ограничаване на ареала се наблюдава на север от Сахара. Пример за това е рязкото намаляване на гепардите в Алжир.

## Местообитание
Гепардът обитава открити тревисти пространства като савани и слабо хълмисти полупустини, често се среща в предпланини с глинеста почва. Тези места са благоприятни за начина му на набавяне на храна и възможността за бързо развиване на голяма скорост при преследване на жертвата. За разлика от леопардите, гепардите не обитават планински и гористи райони. Макар че се среща около кратера на Нгоронгоро при сравнително висока надморска височина, това е по-скоро изключение, отколкото правило. Най-широко разпространен е в Намибия, където живеят около 4 – 5 хиляди екземпляра. Въпреки това и тук бъдещето им е несигурно, поради факта че около 17% от загубите на добитък на някои от фермерите се дължи на ловуващия гепард.

## Социален живот
След лъвовете, гепардите са най-социалните диви представители на семейство Котки. Женските живеят самостоятелно или заедно с малките си. Мъжките също се срещат поединично, но в доста случаи образуват трайни групи, най-често от три индивида. Някои от групите са съставени от кръвни братя, но има и такива, в които се събират заедно индивиди без родствена връзка помежду си. За разлика от лъвовете, при които мъжките и женските се привързват един към друг и живеят в прайдове, при гепардите това правило не е в сила. В райони, където възможните жертви извършват сезонни миграции, женските гепарди мигрират заедно с тях. Мъжките обаче са строго привързани към дадена територия и се стремят да привлекат вниманието на преминаващите през нея женски. Плътността на населеност при гепардите е от три до десет пъти по-ниска, отколкото при лъвовете, леопардите и тигрите. В Серенгети тя се колебае между 0,7 и 1 на сто, а в някои части на Намибия спада до 0,4 екземпляра на 105 km². Интересен факт е, че в райони на Южна и Източна Африка, където останалите големи хищници са били прокудени или избити от хората, могат да се срещнат големи групи от по 11 – 22 гепарда. Според някои изчисления територията на мъжки гепард в Намибия е средно 2234 km2, а на женски – 3809 km2. Много малка част от тази площ обаче се използва интензивно.

## Хранене
Гепардът разчита на бързината си, за да улови жертвата. Той ловува само когато е гладен, през 4 – 5 дни. При лов не дебне от засада, а се приближава тихо до жертвата и в подходящ момент бързо се спуска в спринт към нея. Ако бъде забелязан преди това от нея, гепардът бързо се отказва. За разлика от другите хищници, гепардите са активни предимно през деня. Дневният начин на улов предпазва гепарда от конкуренция и срещи с нощните хищници като лъвовете и хиените, които могат да ловуват и малките му. По този начин майката има възможност да пази малките през нощта, когато големите хищници са активни. Гепардът е най-успешният самотен ловец. Неговите атаки са до 71% сполучливи. Като една от възможните причини за тази статистика се посочват тясната специализация и видови особености, осигуряващи възможността за скоростен и резултатен улов. Единствено хиеновото куче е по-успешен ловец. Неговите атаки са до 75% сполучливи, но с тази разлика, че ловът при него е групов.
Нападаните от гепарда животни най-често са малки до средноголеми копитни бозайници под 45 kg: газела на Грант и газела на Томсън, антилопите импала, ориби, брадавичеста свиня. Друга част от тяхното меню представляват някои приземно живеещи птици, като дропли, токачки и дребни бозайници, като зайци.
Обикновено преди лов гепардът може да бъде забелязан върху термитник или естествено възвишение. От това място той наблюдава стадата тревопасни животни и набелязва потенциалната жертва. За разлика от много други хищници той никога не яде мърша. Храната му винаги е набавена в резултат на улов. Под прикритието на високата трева той се приближава максимално близо. Едва когато разстоянието се скъси до не повече от 45 – 75 m, гепардът атакува. Гръбначният му стълб е изключително гъвкав и това спомага за максимално бързо придвижване, а опашката му служи като балансьор. Краката на гепарда са също изключително гъвкави и позволяват да прави резки завои. За това спомагат и ноктите на задните крака, които забивайки се в земята, изпълняват ролята на шпайкове, а възглавничките на ходилата му изпълняват ролята на грайфери за по-здраво сцепление. Достигайки жертвата, с предните си крайници той я препъва. При падането ѝ на земята, гепардът захапва гърлото ѝ и го стиска до задушаване. Поради това че гепардът има слаба захапка и малки зъби, не може да пречупи врата на своята жертва и е принуден да я убива с притискане на гърлото като я души или по-рядко, чрез прекъсване на големите кръвоносни съдове.
Преследвайки жертвата, гепардът развива изключително висока скорост, но може да я поддържа само няколко секунди заради опасността от прегряване и смърт. Силите му се концентрират изцяло върху набавянето на плячката за сметка на защитата ѝ. Затова гепардът трябва да се храни бързо, преди на трапезата му да се включат и други хищни птици и бозайници. Когато се хранят, гепардите не проявяват агресия един към друг, а мирно си поделят плячката.
На свобода малките гепарди се научават да ловуват от своите майки. Родените в плен не могат да ловуват и са неспособни да улавят плячка в дива среда.

## Размножаване и развитие
Половата зрялост при женските настъпва на 1 – 2, а при мъжките на 2-годишна възраст. Чифтосват се през цялата година, но са най-активни по време на дъждовния сезон (от ноември до май). Подобно на останалите представители на семейство Котки овулация на яйцеклетката настъпва по време на половия акт. Половият член е покрит с малки бодли, които дразнят лигавицата на влагалището и предизвикват болка. Тя действа стимулиращо за осъществяването на овулация. Половите актове се повтарят многократно, но са кратки с продължителност до 2 – 3 минути.
Бременността продължава 115 – 135 дена. Женският гепард ражда от 4 до 7 малки в дупка в земята, скрита от гъста трева. Гепардите раждат целогодишно през 17 – 24 месеца, но пикът на раждаемостта е през дъждовния сезон. Новородените тежат 350 – 475 грама. В първите няколко седмици майката всекидневно сменя местоположението си, за да не привлича вниманието на други хищници като лъвовете и хиените, които убиват малките ѝ. Те са беззащитни и срещу един друг опасен хищник – леопарда.
Смъртността при малките е около 95%. До третия месец те са покрити с дълга сива козина, а козината по дължината на гърба е по-дълга и се нарича грива, откъдето идва и втората част от официалното му таксономично наименование. Гривата спомага за лесното им укриване в тревата. След третия месец тази козина опада и се заменя от нова, върху която ясно започва да се очертава и характерната окраска на вида. Макар че гривата изчезва до тримесечна възраст, космената покривка на врата и гърба на гепардите до двегодишна възраст продължава да бъде по-дълга. Малките се отбиват на 4-месечна възраст, а на 7 месеца започват да ловуват. Остават с майка си около година и половина.
Първите 15 месеца са особено важни за малките. През този период те получават ценни уроци от майката как да оцеляват и ловуват и как да избягват други хищници, като например леопарди, лъвове, хиени и бабуини. На 17 месеца майката напуска малките, те обаче продължават да живеят в група заедно още шест месеца. На около 2 години женските напускат своите братя. Младите мъжки остават заедно за цял живот, като ловуват и пазят своята територия съвместно.

## Подвидове
Гепардът е представител на семейство Котки и единствен вид от род Acinonyx. Първоначално видът бил наречен Felis jubatus (Schreber 1775), но уникалното му анатомично устройство кара таксономите да го отделят в отделен род и да го нарекат Acinonyx jubatus (Brooks 1828). Различни автори описват от шест до осем подвида. Други автори описват като отделен подвид и представителите на „кралския гепард“ (Acinonyx jubatus rex), които се появяват на бял свят в резултат на изявата на рецесивен ген в поколението на нормални родители. Само два от подвидовете са азиатски.
Африкански подвидове:
- Acinonyx jubatus jubatus (Schreber, 1775) – обитава южната част на континента, наброява около 500 индивида.
- Acinonyx jubatus raineyi (Heller, 1913) – обитава Кения, наброява до 3000 индивида.
- Acinonyx jubatus velox (Heller, 1913) – обитава Източна Африка.
- Acinonyx jubatus ngorongorensis – обитава Танзания и ДР Конго.
- Acinonyx jubatus soemmeringii (Fitzinger, 1855) – обитава ареал, обхващащ страните от Нигерия до Сомалия.
- Acinonyx jubatus hecki (Hilzheimer, 1913) – обитава Алжир. IUCN определя популацията на този подвид като критично застрашена[21].

Азиатски подвидове:
- Acinonyx jubatus raddei – обитава район около Каспийско море в Иран. Изключително редки, според някой подвидът дори е изчезнал.
- Acinonyx jubatus venaticus (Griffith, 1821) – обитава райони в Индия и Близкия изток. Подвидът има по-малко от 200 представители, живеещи на свобода. IUCN определя популацията му като критично застрашена[22]. Той се отличава от африканските си събратя по по-тъмния цвят на козината и по-дългото тяло[23].

Все още съществуват спорове относно това дали някои от подвидовете не са изкуствено обособени като отделни подвидове само благодарение на географската си отдалеченост. Същите са генетично идентични и не би следвало да бъдат разделяни. Такъв е примерът с Acinonyx jubatus venaticus. Според Krausman and Morales (2005) подвидът е идентичен с Acinonyx jubatus hecki, обитаващ Алжир и не би следвало да се разглежда като отделен подвид.
Дълго време спорен момент е и дали гепардът да бъде причислен към големите котки или не. Като причина за този спор се сочат фактите, че гепардите не могат да реват и ръмжат и притежават плаваща подезична кост – белег, който ги причислява към малките котки.

### Кралски гепард
Кралският гепард е наблюдаван за пръв път в природата през 1926 г. в Зимбабве. През 1927 г. Pocock го обявява за отделен подвид, но това решение е отменено през 1939 г. поради липса на доказателства. До 1974 г. са известни 22 кожи и 5 съобщения на очевидци, които са наблюдавали кралски гепард. Въпреки това обаче снимка на екземпляр в дивата природа не е правена. През 1975 г. по време на една своя експедиция криптозоолозите Пол и Лена Ботрели успяват да направят качествени снимки на кралски гепард. От тях става видно, че на ръст той е по-едър и е с различна черна окраска на тялото. Черните петна са по-големи, често слети помежду си, а на гърба се образуват черни ивици. Едва през 1986 г. кралски гепард е заснет отново в естествени условия.
До 1987 г. на учените са били известни 38 екземпляра кралски гепарди, повечето от тях само като кожи. Пълният статут на тази разновидност бива разрешен през 1981 г., когато в изследователския център за гепарди „Де Вилт“ в ЮАР две сестри едновременно раждат, като в поколението на всяка имало по едно кралско гепардче. И двете са били оплодени от мъжки, заловен в Трансваал. През следващите години в центъра се раждат още няколко екземпляра с тези белези. Кралският гепард е рядка мутация, проявяваща се в поколението на гепарди, населяващи райони в Зимбабве, Ботсвана и северната част на Южна Африка, провинция Трансваал.

### Други вариации
Известни са и други редки мутантни форми на гепарда, проявяващи се в резултат на меланизъм, албинизъм или сиво оцветяване на козината. Това са мутации, проявяващи се предимно в Индия при гепарди, отглеждани в плен и използвани за лов. Меланизмът е доста често срещана мутация в семейството на котките, но при гепарда той е по-рядко регистриран. При тях по-често се наблюдава форма на меланизъм, при който се променя формата и големината на черните петна и обединяването им в ивици. През 1608 г. на моголския император Джахангир е показан бял гепард. Основният цвят на животното е бил бял с лек син оттенък, а петната са били бледи и сиви. Екземпляри с изявен меланизъм са наблюдавани в Кения и Замбия. „Червените“ гепарди представляват индивиди с тъмни кафяво-червени петна на златист фон. Гепардите с цвят „Изабела“ представляват бледо жълти екземпляри с бледо червени петна. В някои пустинни райони гепардите са необичайно бледи. Вероятно те са с по-добър камуфлаж, даващ им предимство при лов. Син или „Малтийски гепард“ е описан като бял със сиво-сини петна или бледо сив с тъмносиви петна (малтийски мутация). През 1921 г. в Танзания е убит гепард без петна с изключение на няколко малки такива в областта на врата и гърба.

## Еволюция
Подобно на почти всички видове котки, гепардът притежава 38 броя хромозоми. 13 чифта от хромозомите са абсолютно идентични с останалите видове. Последни генетични проучвания сочат близко роднинство на гепарда с пумата (Puma concolor) и ягуарунди (Puma yagouaroundi). Днес последните обитават Северна и Южна Америка. Трите вида произлизат от общи прародители, дошли от Азия, които дават началото на т.нар. „линии на оцелота, риса и пумата“. Предшествениците им преминават в Северна Америка през Беринговия проток, когато е съществувала сухоземна връзка. След покачването на морското ниво, американската популация остава изолирана, което води до появата на нови видове. Преди 6,9 – 6,7 млн. години се образува „линията на пумата“, от която възникват пумата, ягуарунди и гепарда. Поради големите различия с останалите видове от семейството на котките, дълго време се смята, че гепардът е много древно животно, възникнало рано и еволюирало до днешния си вид. Данните от хромозомния и имунологичен анализ сочат обаче точно обратното – гепардът е сравнително млад вид. Анализът на неговото поведение показва доста сходни черти с останалите видове котки. Въпреки тези съмнения той може да послужи като пример за необичайно бърза морфологична еволюция на фона на сравнително сходния хромозомен набор при вида с останалите видове котки. Все още не са изследвани фосилите на общия прародител на днешните три вида котки, но въз основа на изследването на митохондриалната ДНК се приема, че той е населявал Северна Америка още преди 8,25 млн. години. Дивергенцията между трите вида настъпва преди около 4,9 млн. години. В щатите Невада, Тексас, и Уайоминг са открити изкопаеми останки от гепарди, показващи, че видът е с произход от днешната територия на САЩ. В периода между 1 и 4 млн. години „американските“ гепарди проникват отново през Беринговия проток в Азия, достигайки до Африка, където се установяват. Предполагаемият вид населил Азия и Африка се нарича Acinonyx pardinensis и се характеризира с по-голямо тяло от съвременния вид.
Откритията на кости от най-примитивния известен дотогава гепард, напоследък дават нова светлина върху основната теория за произхода и разпространението на гепарда. През 2008 г. в Китай е открит череп на гепард от вида Acinonyx kurteni, живял преди 2,2 – 2,5 млн. години. Всички характеристики сочат, че това е най-примитивният гепард. Според учените (Christiansen and Mazák) е твърде възможно досегашната теория за произхода на гепарда да е погрешна. Според тях възникването и еволюцията на гепарда са протекли в Стария свят, а по-късно древни видове са мигрирали в Америка.
Съвременният вид гепард еволюира преди около 200 000 години. През последния ледников период, когато изчезват около 75% от бозайниците, включително и няколко вида големи котки, днешният вид гепард също е бил на ръба да изчезне от лицето на Земята. Това се случва преди около 10 – 12 хиляди години. Преди този период различни видове гепарди са обитавали саваните на Северна Америка, Европа, Азия и Африка. Застудяването на климата ги изтласква от Европа и Северна Америка, като ограничава техния ареал. От друга страна ограничаването на числеността и на тревопасните животни съкращава и броя на гепардите. Според някой изследователи Acinonyx jubatus достига своя критичен минимум. Въпреки това в резултат на инбрийдинг популацията постепенно се увеличава и видът оцелява до наши дни. Като потвърждение на това предположение се сочи факта, че около 90% от сперматозоидите, отделени със семенната течност при гепарда са мъртви, нежизнени и слабоподвижни, с раздвоени опашки и глави и ред други аномалии. Всеки втори индивид е почти пълно копие на произволно взет за пример екземпляр. Друг факт, подкрепящ тази теория, е високата смъртност при новородените и подрастващи индивиди. Въпреки подходящите и благоприятни условия на отглеждане на гепардите, родени в плен, смъртността и при тях продължава да бъде висока и е в рамките на 30%.
Ниското ниво на генетично разнообразие е сериозен проблем и при гепардите, отглеждани в зоопаркове. За да се избегне това, учените извършват генетични проучвания при определяне на партньорите, които ще създадат поколение. Много често се преминава и към изкуствено оплождане на яйцеклетки със сперма на мъжки, отглеждани в зоопаркове в друга част на света и на диви мъжки гепарди от Намибия.

## Природозащитен статут
Гепардът е включен в Приложение I на Конвенцията за международна търговия на изчезващи видове от дивата фауна и флора (CITES) и в повечето страни по света е защитен от тяхното съответно национално законодателство. Въпреки това съществуват все още отделни страни, където е позволено гепардите да бъдат убивани поради опасност за добитъка.
Смята се, че световната популация на този вид наброява 7500 – 10 000 индивида, като около 10% от тях живеят в плен. Преброяване през 1970-те сочи, че дивите гепарди са наброявали 15 000 броя, като спада им с около 30% се дължи на намаляване на местообитанията, разпокъсване на ареала и отстрела им от фермери.

### Заплахи
Опасността от намаляване на гепардите е свързана с ограничаване на територията, която населяват – тя се превръща в обработваема земя, урбанизирана територия, прокарват се пътища или се добива нефт. Друга опасност за вида е намаляване и на тревопасните животни – естествена плячка за гепарда, навлизането на домашни животни в тяхната територия, чрез което се конкурират с дивите тревопасни и конкурентно ги изместват. По този начин отделните популации се изолират пространствено една от друга и се намалява възможността от осигуряването на генетично разнообразие в потомството, колкото и малко да е то по принцип. Някой от страните са въвели и квота за контролиран лов на гепарди през годината. Отчита се и сериозен бум на бракониерството, което допълнително усложнява ситуацията.

### Действия за опазване
Един от пионерите в областта за опазване на вида е Фондът за опазване на гепардите в Намибия. Целта му е максимално да се ограничат възможните контакти на дивите котки с домашния добитък, за да се избегнат и конфликтите с фермерите. Един от начините за това е използването на кучета-пазачи на продуктивните стада.
В Иран гепардът е защитено животно. Основните защитени зони, които той населява в тази държава, са пет национални парка: Кавир, Туран, Найбандан, Бафк и Даре Анжир, като броят на гепардите в тях не е установен с точност, но се предполага, че е в рамките на 60 – 100 индивида. От 2007 г. в някои от парковете започва изследване на редките популации от гепарди и леопарди посредством радиочестотна техника.
Някои страни, като Намибия и Кения, са разработили национални планове за действие и стратегии за опазване на гепардите. Разработени са и регионални стратегии за съхранение на вида в южна и източна Африка. Тези планове включват редица подобрения в наблюдението, проучванията на вида и обмен на информация. Задължително се провеждат и програми за популяризиране на гепарда сред местното население. Създадени са няколко специализирани мрежи, целящи опазването му.
Зоните в Африка, които представляват своеобразни крепости за опазването на вида, са националните паркове Кгалагади (Южна Африка и Ботсвана), Нхаи Пан, Чобе и делтата на Окаванго (Ботсвана), Етоша (Намибия), Лиува (Замбия) и естествено в Серенгети (Танзания). В Алжир съществува малка популация в района на Ахагар. Въпреки тези защитени територии, гепардите често излизат извън тях. Това налага да се опазва дивата среда от човека, като така се осигурява възможност за свързаност между популациите. Важен фактор е и поддържането на относителна стабилност в популациите на дивите тревопасни животни.
Индия изготвя план за нови попълнения от гепарди в страната. Според някои източници подвидът е изчезнал от Индия през 1962 г., а според други последният гепард е убит през 1947 г., като през 1952 г. страната го обявява за изчезвал вид на своя територия. След повече от 60 години правителството се обявява за заселване на гепарди от Африка и възстановяване на ареала им. Като алтернативен вариант за създаване на популация от гепарди в страната, индийски учени предлагат клонирането им.

## Здравни проблеми
В последните години все по-често срещано заболяване сред гепардите, отглеждани в плен, е заболяването АА амилоидоза. Това е болест с фатален изход и е регистрирана при 70% от аутопсираните гепарди, отглеждани в зоопаркове. По етиология тя много наподобява на прионовите заболявания при животните и на Алцхаймеровата болест при хората. Установено е, че причината за възникването му е видоизменен протеин, който за разлика от дотогава известните на науката прионови заболявания не се натрупва в мозъка, а в далака, черния дроб и други вътрешни органи. Заразяването на здрави гепарди се получава вероятно при консумиране на изпражнения от болни индивиди. Установено е отделянето на известни количества протеин с фекалиите. Възникването на заболяването АА амилоидоза е притеснителен факт на фона на все повече намаляващия брой на гепардите в световен мащаб. Като евентуална профилактика на заболяването се препоръчва редовно почистване на изпражненията в местата и клетките, където се отглеждат гепардите.
През 2003 г. е установен първи случай на спонгиформна енцефалопатия по котките. Случаят е регистриран при гепард, роден във Франция и отглеждан в плен. Оттогава до днес това заболяване е констатирано при поне още осем гепарда, родени и отгледани в плен.
Подобно на домашната котка гепардите могат да бъдат заразени и с котешки херпесвирус, който да предизвика заболяване с увреждане на лигавицата на дихателните пътища с поява на респираторни смущения и възникване на кожни язви. Това отново е проблем за животните, отглеждани в плен. Профилактиката е лесна и се прилага чрез използване на ваксина.
През 1980-те сред свободно живеещите гепарди е регистрирана епизоотия на заболяването Инфекциозен перитонит при котките.
В Национален парк „Етоша“ в Намибия през 1998 г. е регистрирана висока смъртност сред гепардите в резултат на антракс. За разлика от останалите големи хищници, гепардите не се хранят с умрели животни, а сами си убиват плячката. По този начин рискът да изядат месо от болно от антракс животно е много малък. Други големи хищни животни, като хиени и лешояди, които често се хранят с мърша, са изградили естествена защита срещу антраксните бацили.
Заболяването на гепардите, отглеждани в плен, се дължи най-често на стрес. Откъснати от естественото си местообитание и нормалния начин на живот, нивото на стрес сред тези животни е по-високо. В периода 1992 – 1998 г. в Намибия е проведено изследване сред 81 свободно живеещи гепарда за наличието на антитела за особено опасни инфекциозни заболявания, присъщи на котките. Характерно за намибийската популация е, че живеят в близост до ферми, откъдето често набавят и част от своята храна. При този начин на живот те често се срещат с овчарски кучета и домашни котки. Вероятността да се заразят от тях е много голяма. При проучването е установено, че някои от изследваните гепарди са изградили антитела срещу вирусите на гана, котешки инфекциозен перитонит, херпес, панлевкопения и котешка левкемия. Въпреки ясните доказателства, че тези гепарди са имали досег с особено опасни вируси, които предизвикват смъртоносни епизоотии в тях обикновено, в района на изследването не е регистрирана клинична проява на някое от заболяванията сред тяхната популация. Като факт, подкрепящ това изследване, може да се посочи и епизоотията от гана в Серенгети през 2002 г., където вирусът поразява 1/3 от популацията на лъвове в националния парк, но гепарди не заболяват.
Що се отнася до незаразните заболявания, е установено, че голяма част от гепардите в плен боледуват от остър и хроничен гастрит. Смята се, че заболяването се появява в резултат на стрес, причинен от живота в плен и неестествения начин на осигуряване на храна. Причинители на заболяването са протеобактериите Helicobacter heilmannii и Helicobacter acinonychis. Те са близки с вида, причиняващ гастрит при човека Helicobacter pylori. Клинически заболяването се демонстрира с повръщане, лигавене, загуба на тегло, промяна в апетита до пълната му липса и лошо състояние на космената покривка.

## Значение за човека
Макар и хищници, гепардите не са агресивни към хората. На излезлите сред природата туристи особено впечатление прави факта, че макар и диви, гепардите са любопитни и често се доближават и изучават колите с хора в тях. Любопитството често ги кара да се покатерят и върху превозните средства. Опитомяват се лесно, дори в миналото са използвани като ловно животно – от египтяни, перси, по-късно от абисинци, араби и индийци. Много са случаите, когато гепарди са подарявани на крале и аристократи. Известно е например, че Чингис хан и Карл Велики са притежавали гепарди като домашни любимци. Те са използвани за лов от аристокрацията на много средновековни държави, като Италия и в различни руски княжества. Руските князе са ги използвали за лов на сайги. Немски пътешественик от XV век описва как арменски княз притежавал около сто гепарда, дресирани да ловуват. Кръстоносците са ги използвали при лов на антилопи и газели в Сирия и Палестина. Най-голям бум на модата да се ловува с гепарди е имало в много страни от Европа до Китай в периода на XIV – XVI век. Великият моголски император Акбар Велики през XVI век е притежавал 1000 гепарда, които използвал за насищане на ловните си страсти.
В наши дни малки диви гепарди са улавяни незаконно и продавани на черно на заможни млади мъже от Обединените арабски емирства. Те биват обучавани да ловуват газели, така както се е практикувало в древността.

### В културата
Гепардите са част от културата на човечеството от доста дълго време. Първите сведения за това са от преди 5000 години в Месопотамия. Открит е шумерски печат с изобразен на него символ на гепард. Египтяните са смятали гепарда за свещено животно, символ на благоденствието. В Долен Египет е познат като котка-богиня. Гепарди са държани в близост до фараона като символ, осигуряващ закрила на трона. В гробницата на Тутанкамон са открити артефакти от множество гепарди. Съществуват сведения, че до 1960-те в някои от бушменските племена гепардът е използван като храна.